# Рихтеры
Рихтеры (нем. Richter, пол. Rychter) — род остзейского дворянства.

## Происхождение и история рода
Происходит от силезского уроженца Христофора Рихтера, служившего в Польше и возведённого в 1569 г. в дворянское достоинство. Один из его сыновей поселился в Лифляндии. Отто-Христофор Рихтер (умер в 1729 г.) был лифляндским ландмаршалом. Отто Фридрих фон Рихтер (1791—1816) — путешественник. Кристоф Адам (Христофор Адамович) — лифляндским губернатором, его сыновья Борис Христофорович (Бургард Адам) — военачальник эпохи наполеоновских войн, Леонхард (Егор Христофорович) — комендант Динабургской и Рижской крепостей. Сын последнего Александр Егорович (Кристофор Мельхиор Александр) — действительный статский советник, историк и юрист.
Потомство Бориса Рихтера:
- Рихтер, Александр Борисович (1809—1859) — действительный статский советник, камергер.
- Оттон Борисович (1830—1908) — генерал от инфантерии, управляющим делами Императорской главной квартиры, участник Кавказских походов и Крымской войны. Именным Высочайшим указом, от 13 марта 1908 года, вдове покойного члена Государственного Совета, генерал-адъютанта, генерала от инфантерии Оттона-Дмитрия-Карла-Петра фон Рихтера и сыну их, с нисходящим его потомством, дозволено пользоваться в России баронским титулом.
  - Рихтер, Оттон Оттонович (1871—1920) — сын О. Б. Рихтера. Участник Цусимского сражения, командир миноносца «Быстрый». Впоследствии контр-адмирал. Усадьба Рихтеров близ Псковского озера

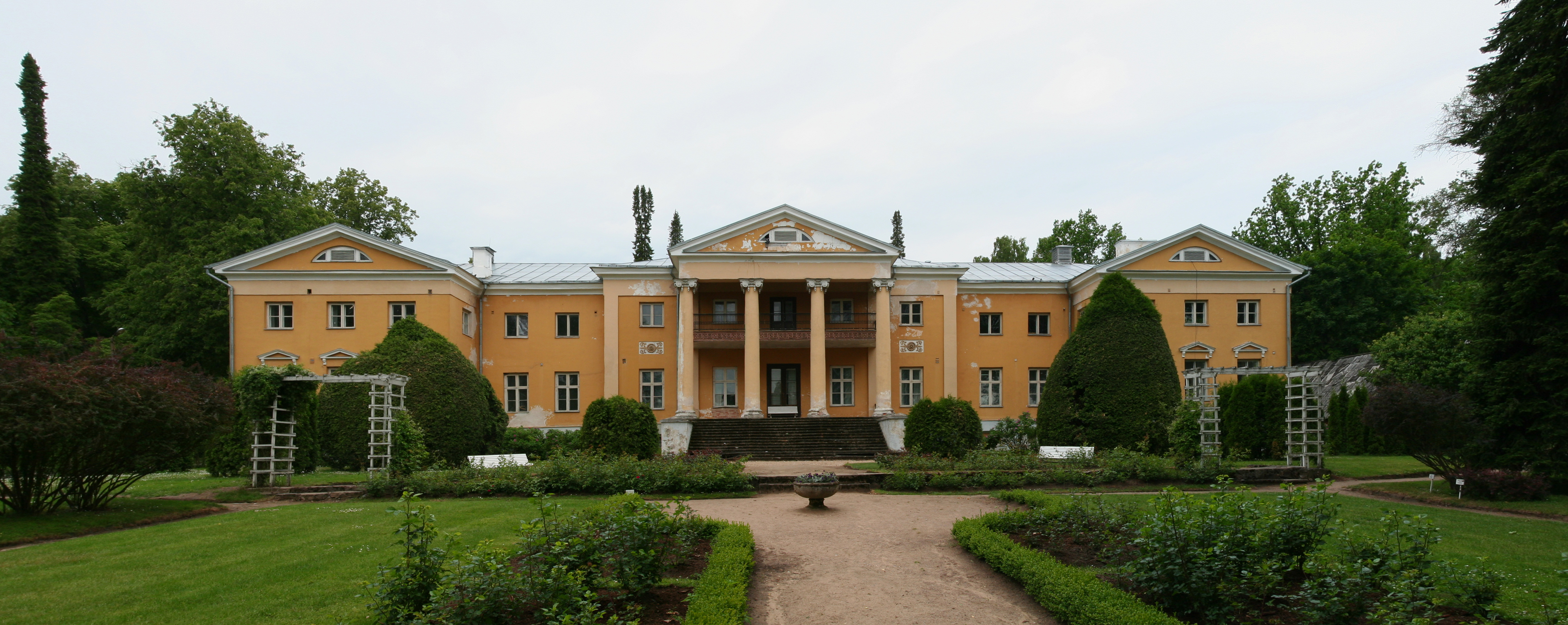
Усадьба Рихтеров близ Псковского озера

- Рихтер, Гвидо Казимирович (1855—1919) — генерал-лейтенант, герой русско-японской войны.
- Рихтер, Николай Фёдорович (1864—1911) — гласный Московской городской думы, Председатель Московской уездной земской управы.

Одна отрасль рода Рихтер внесена в дворянский матрикул всех трех прибалтийских губерний, другая, оставшаяся в Польше, — в родословную книгу Могилёвской, Минской, Виленской губерний и Царства Польского.
Есть ещё несколько родов Рихтер, позднейшего происхождения. Герб Рихтера (Александр, доктор медицины, ст. сов. в 1831 г.) внесён в Часть 11 Общего гербовника дворянских родов Всероссийской империи, стр. 90.

## Описание герба
Щит поделен золотой портупеей. Вверху в голубом поле оторванная голова оленя с золотыми рогами. Внизу в черном поле три серебряные розы (1 + 2).
Щит увенчан коронованным дворянским шлемом. Нашлемник — розовый куст без листьев, но с шипами, с тремя серебряными цветами, между двух золотых оленьих рогов (с шестью отростками каждый). Намет голубой с золотом и черный с серебром.